# Бонфоль
Бонфоль (фр. Bonfol) — громада  в Швейцарії в кантоні Юра, округ Порантрюї.

## Географія
Громада розташована на відстані близько 65 км на північ від Берна, 20 км на північний захід від Делемона.
Бонфоль має площу 13,6 км², з яких на 6,9% дозволяється будівництво (житлове та будівництво доріг), 47,1% використовуються в сільськогосподарських цілях, 44% зайнято лісами, 2% не є продуктивними (річки, льодовики або гори).

## Демографія
2019 року в громаді мешкало 652 особи (-4,3% порівняно з 2010 роком), іноземців було 10,6%. Густота населення становила 48 осіб/км².
За віковим діапазоном населення розподілялося таким чином: 16,3% — особи молодші 20 років, 52% — особи у віці 20—64 років, 31,7% — особи у віці 65 років та старші. Було 328 помешкань (у середньому 2 особи в помешканні).
Із загальної кількості 328 працюючих 41 був зайнятий в первинному секторі, 214 — в обробній промисловості, 73 — в галузі послуг.